# گالیاخمتوو
گالیاخمتوو (به لاتین: Galiakhmetovo) یک منطقهٔ مسکونی در روسیه است که در باشقیرستان واقع شده‌است.